# Crova
Crova är en ort och kommun i provinsen Vercelli i regionen Piemonte, Italien. Kommunen hade 411 invånare (2018).